# 2016年邢台洪灾
2016年邢台洪灾是指2016年7月19日至21日发生在中国河北省邢台市的洪水灾害。由连续强降雨所引发的洪水造成邢台市大范围受灾，灾情涉及邢台市境内所有县、市、区。特别是7月19日夜间，七里河发生洪水决堤，进入包括东汪镇大贤村在内的12个村庄，造成多名人员死亡或失踪，灾情极为严重。截至7月24日7点统计，洪灾已造成邢台市130人死亡，110人失踪，河北受灾人口达904万。

## 降雨成因

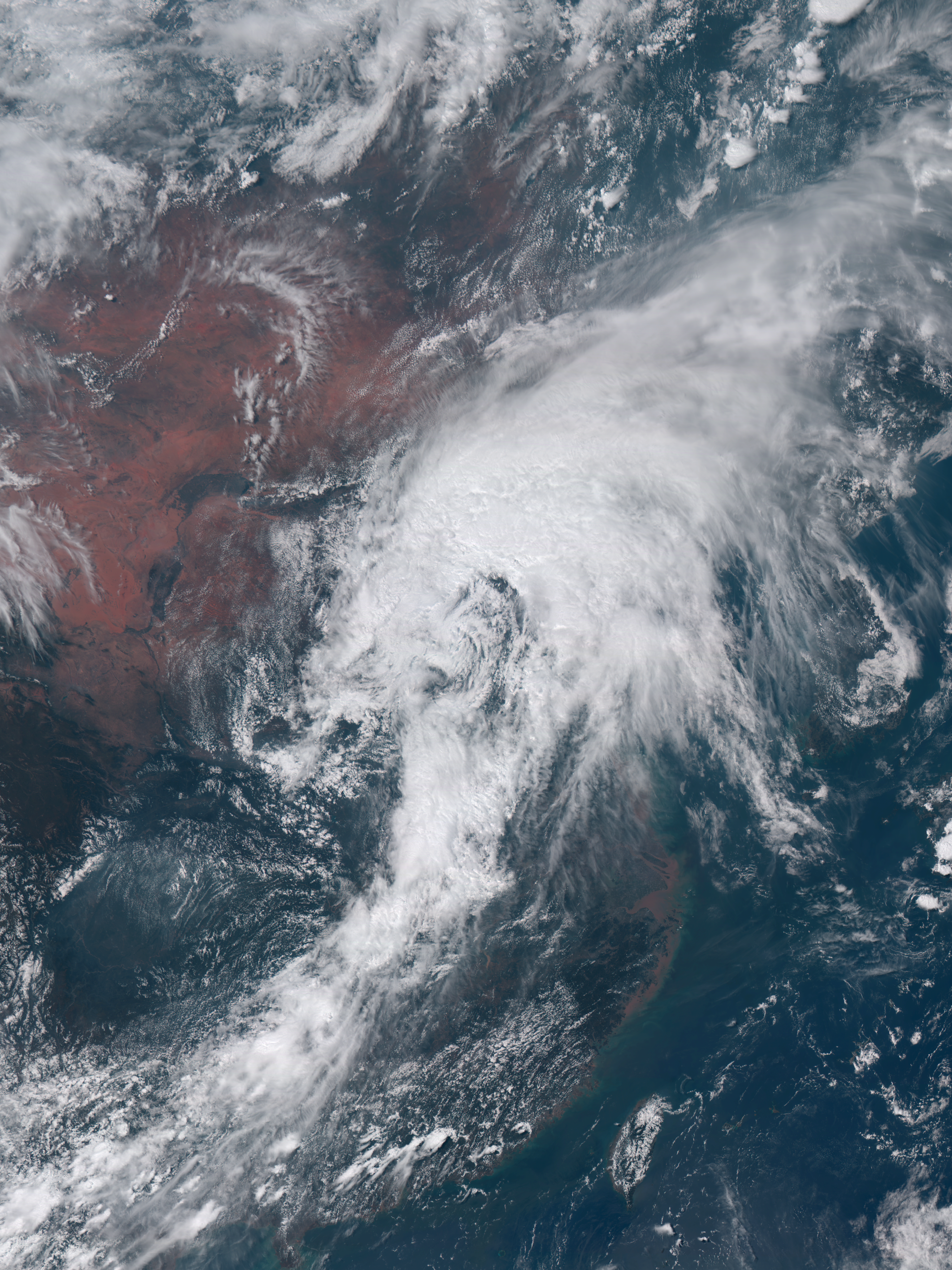
2016年7月20日在中国北方达到巅峰的温带气旋，引起华北、东北、黄淮部分地区出现强降雨天气过程

2016年7月19日20时，黄淮气旋在河南形成。此温带气旋在发展的同时，缓缓往东北偏北移动，并于7月20日约14时在河北达到颠峰。黄淮气旋导致包括河北在内的北方多地出现极端暴雨。

## 降水量
从7月19日开始，邢台市出现入汛以来最强降雨过程。邢台市气象台于7月19日14时00分发布了暴雨红色预警信号。截至20日16时，全市平均降水167.7毫米，最大降水量为临城县上围寺673.5毫米，沙河市、内丘县、临城县、桥东区、桥西区、邢台县、隆尧县、南和县多地出现350毫米以上降水，多项数据已超过“63·8”、“96·8”特大暴雨的数值。自7月18日8时至21日8时，邢台市过程平均降水204毫米。

## 水情
邢台全市6座大中型水库水位全部超过汛限水位，入库平均流量剧增，最大入库发生在7月20日1时至3时。朱庄水库入库洪峰流量7,780立方米每秒，临城水库入库洪峰流量3,215立方米每秒，野沟门水库入库洪峰流量3,053立方米每秒，东石岭水库入库洪峰流量1,108立方米每秒。
7月19日19时10分路罗川坡底水文站出现洪峰流量1,650立方米每秒，7月20日0时10分汦河南支西台峪水文站出现洪峰流量800立方米每秒，7月20日0时小马河柳林水文站出现洪峰流量361立方米每秒，7月20日19时50分大沙河端庄水文站出现洪峰流量1,140立方米每秒，7月22日4时30分北澧河邢家湾水文站出现洪峰流量205立方米每秒，7月21日2时滏阳新河艾辛庄水文站出现洪峰流量450立方米每秒。另外沙洺河临洺关水文站最大流量5,710立方米每秒，北沙河马村水文站最大流量1,100立方米每秒，七里河、白马河也有较大洪水过程。由于河道超过标准行洪，造成多处河段决口。
滞洪区启用滞洪。南和、柏乡、宁晋、隆尧、任县行洪区先后被淹，柏乡、宁晋、隆尧、任县相继滞洪。

## 灾情

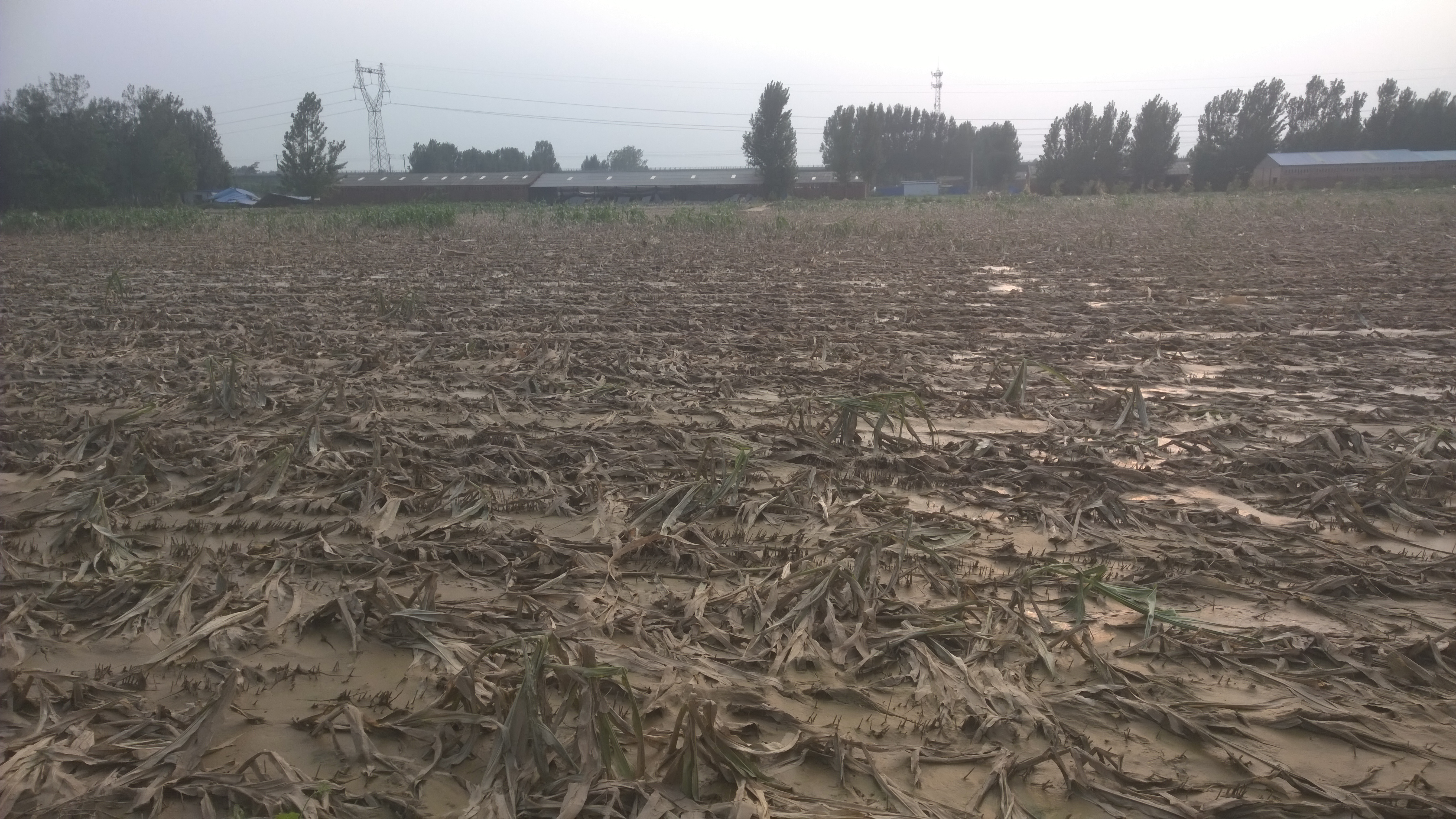
受灾最严重村庄大贤村被洪水冲毁的泥泞田地

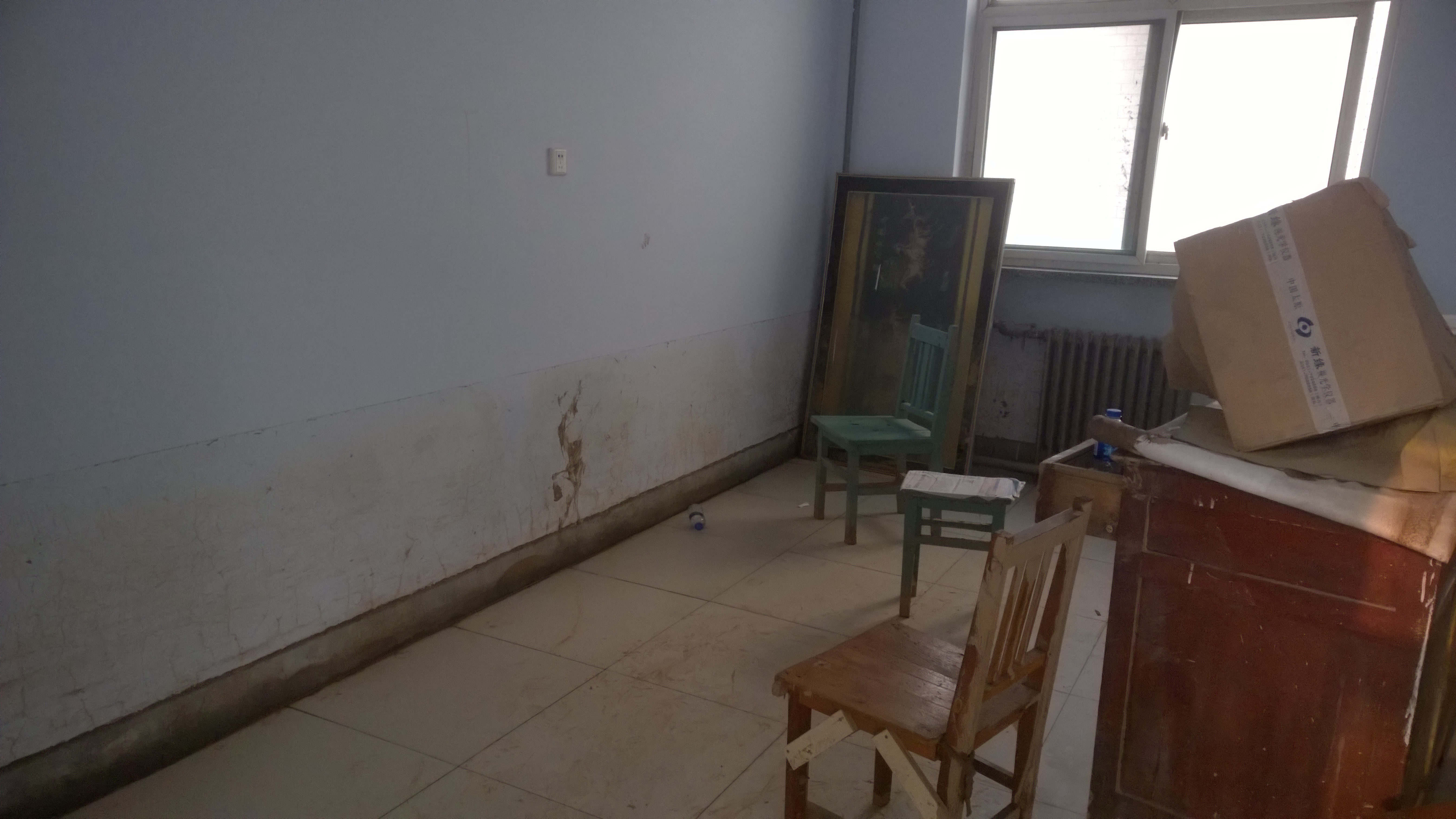
被洪水冲毁的房屋，仍可见当时的水位线

连续强降雨导致邢台市遭遇1996年8月以来的最大洪水，造成大范围受灾，灾情涉及邢台市境内所有县、市、区。截止到7月24日16时统计，洪灾已造成邢台市130人死亡，110人失踪，受灾人口达167.8万；倒塌房屋逾28,000间，严重损坏房屋逾8,000间，一般损坏房屋约17,000间；农作物受灾面积逾11万公顷，直接经济损失逾10亿元。
| 县、区         | 死亡人数 | 失踪人数 |
| -------------- | -------- | -------- |
| 邢台经济开发区 | 17       | 1        |
| 邢台县         | 13       | 9        |
| 内丘县         | 3        | 0        |
| 临城县         | 1        | 1        |
| 桥西区         | 0        | 2        |
| 合计           | 130      | 110      |

7月19日夜间，七里河洪水漫过河堤决口，进入包括东汪镇大贤村在内的12个村庄，造成多名人员死亡或失踪，受灾极其严重。

## 抢险救灾
洪水发生后，邢台市启动抗洪抢险Ⅰ级应急响应，由市防汛办指导下辖的县市区防汛抗旱指挥机构，根据预案转移危险地区人员。驻地部队安排了28艘冲锋舟、280余名官兵，组织当地干部群众1200人，对出现险情的堤坝进行抢护，转移被困群众。邢台经济开发区派出了15个工作小组，对大贤村等12个进水村庄逐户查勘灾情，对转移人员进行了安置，并全面展开了灾区的防疫工作。
7月21日，受连日超警戒水位影响，邢台市南和县南澧河南张庄村段以及沙河市大沙河高庙段大堤出现塌方险情，驻邢部队官兵和当地干部群众组织进行抢护，甚至动用了装满沙袋的报废大巴车沉水筑堤，使塌方险情得到有效控制。
中共河北省委、省政府成立了防汛救灾工作组，赴邢台等地指导帮助灾后重建、群众安置和善后处置等工作，并就群众关注的热点问题进行了解核实。
7月24日，受中共中央总书记、国家主席习近平和中共中央政治局常委、国务院总理李克强委派，国务委员、国家减灾委员会主任王勇带领国务院工作组先后赴河北邯郸、邢台、石家庄等地灾区看望慰问受灾群众，指导受灾群众安置工作。

## 争议和质疑

### 灾情通报滞后
7月19日夜晚七里河发生洪水漫堤进村，造成多人死亡或失踪，这场灾难是以社交网络普通用户图文爆料的形式才进入公众视野的，而非官方通报。直到22日晚7时，中共邢台市委对外宣传办公室官方微博“邢台发布”才在发布的洪灾通报消息中第一次涉及死亡人数。官方对灾情的通报滞后备受质疑。
7月20日，邢台经济开发区党工委副书记王清飞在接受媒体采访时表示，七里河洪灾没有造成人员伤亡。该表态激怒了受灾村民，22日上午，东汪镇和王快镇部分受灾村民及死者家属做出堵路行为，正赶上王清飞去往附近指挥救灾工作，发生了王清飞与数名灾民互跪一事。在政府工作人员和警方的劝说下，村民于中午11点左右结束了堵路行为。事后王清飞向媒体解释称，下跪是为了安抚群众，争得理解。

### 村民堵路 官員下跪 淹村事件曝光
由於大賢村在20日凌晨2時左右遭到洪水來襲，村民在睡夢中驚醒逃生，但仍有8人不幸罹難，其中5名是10歲以下孩童，另有1名三歲女童失蹤。淹村事件發生後，邢台市經濟技術開發區黨工委副書記王清飛卻告訴媒體，村民已被撤離且「無人傷亡」，引爆村民怒火，22日集體堵住大馬路，癱瘓交通，要求邢台市政府出面回應。王清飛最後出面，與哭倒在地村民一起跪在地上，「村民堵路」與「官員下跪」兩件事，讓大賢村淹村事件開始受到關注。

### 七里河决堤原因
七里河发生洪水漫堤后，网络上有传言称洪水是由上游水库泄洪直接造成的，并质疑水库泄洪没有及时通知下游村庄。邢台官方对此做出回应称，七里河上游仅有的东川口水库属开敞式水库，泄洪不能控制，不存在人为调度泄洪问题；流入七里河的洪水有两路，一路来自东川口水库溢流及区间流入，一路来自邢台市市区防洪分洪道，两路汇合形成大洪水，更由于七里河在大贤桥突然收窄，导致洪水漫堤决口，使开发区的村庄进水。
春节前后，邢台市开始进行城区集中供暖工程，施工单位为了让热力管道穿过七里河，将挖出来的渣土堆积在大贤桥前筑起堤坝，横向拦截了河道，原本的土制堤坝也被铲除堆到河道。而邢台市防汛部门曾先后两次督促清理河道，但施工单位均未及时执行。多位村民认为，当地防汛意识不足，堤坝被铲，河道被堵，桥洞几乎被填满，是导致上游下来的洪水在大贤村附近突然暴涨冲向村庄的主要原因。
河北省委省政府工作组抵达邢台后，通过调阅有关气象资料和实地查看七里河河道、决堤口及上游东川口水库，初步认定7月19日晚七里河决堤是由于局地强降雨形成的洪峰所致而非人为原因造成。

### 政府应急救灾不力
七里河发生洪灾后，当地村民对洪水进入村庄前官方的预警措施提出质疑。村民表示，除了在洪水进村前半小时左右的广播预警外，他们没收到其他任何预警。邢台经济开发区水务局官员在接收媒体采访时表示，7月19号晚上到20号凌晨开发区没有接到上级防汛办的群众撤离通知；邢台市防汛抗旱指挥部办公室的一位官员则表示，市防汛办当时确实向经济开发区发布了群众撤离通知，但记不清具体时间。7月23日，邢台市副市长在新闻发布会上表示，市防汛办在7月20日凌晨1点40分通知开发区组织转移群众，开发区相关部门随即进入大贤村。
大贤村多位村民向媒体反映，从20日凌晨洪水进村直至当天中午约7个小时期间，救援力量迟迟未到，大部分的救援工作都是在洪水稍退之后村民们自发组织进行。对此，邢台市委外宣办负责人在接受记者采访时表示，洪水暴发后救援力量在第一时间就赶到了灾区，“肯定是及时通知疏散了，但是救援的相关情况现在还不掌握”。

### 其他事件
7月24日下午，邢台市宁晋县水务局工作人员在按照市防汛指挥部指示及防洪预案关闭耿庄桥镇滏右闸涵过程中，受到部分滞洪区村民阻挠，并与现场维持秩序的警察发生冲突。

## 政府道歉与追责
7月23日晚间，邢台市市长董晓宇在召开的新闻发布会上承认政府对此次短时强降雨强度预判不足，对洪灾的应急能力不足，灾情统计、核实、上报不准确不及时，对此深刻反思并向遇难者亲属、受灾群众以及公众道歉。
邢台市委、市纪委启动责任追究程序，对此次抗洪中工作不力的责任人先停职后调查。邢台经济开发区党工委书记、管委会主任段小勇，东汪镇党委书记张国伟，王快镇党委副书记郭同恒等人被停职调查。